# Papillaria feae
Papillaria feae là một loài Rêu trong họ Meteoriaceae. Loài này được Müll. Hal. ex M. Fleisch. miêu tả khoa học đầu tiên năm 1908.